# Куне (Лука)
Куне је насеље у Италији у округу Лука, региону Тоскана.
Према процени из 2011. у насељу је живело 177 становника. Насеље се налази на надморској висини од 523 м.